# Johann Wenzel (Widerstandskämpfer)
Johann Wenzel (* 9. März 1902 in Niedau; † 2. Februar 1969 in Berlin) war ein deutscher Kommunist, Spion des sowjetischen Militär-Geheimdienstes (GRU) und Funker der Roten Kapelle in Belgien und den Niederlanden.

## Leben
Wenzel wurde in der Familie eines Bauern geboren. Nach der Schule lernte er den Beruf eines Schmiedes und arbeitete anschließend als Schmied und Schlosser im Bergbau im Ruhrgebiet und in einem Betrieb des Krupp-Konzerns in Essen. Schon als Jugendlicher wurde er von marxistischen Ideen beeinflusst und betätigte sich in der kommunistischen Arbeiterbewegung. 1922 trat er in die KPD ein. Später arbeitete er in verschiedenen Betrieben in Berlin. Er war in verschiedenen Parteifunktionen tätig, hauptsächlich im Rotfrontkämpferbund im Bezirk Berlin-Brandenburg. Von 1931 bis 1932 leistete er Parteiarbeit in Hamburg, Bremen, Essen, Düsseldorf und Köln. Nach mehrmonatiger Haft Anfang 1932 war er illegal tätig.
Ab 1934 war er für den GRU in Deutschland tätig. Er bekam eine Spezialausbildung und war ein sehr guter Funker. Er beherrschte die russische, französische, englische und niederländische Sprache. Von 1937 bis 1940 leitete er eine Kundschaftergruppe in Belgien. Zur Erfüllung seiner Aufgaben hielt er sich im Deutschen Reich, in Frankreich, Österreich, den Niederlanden und in der Tschechoslowakei auf.
Er war Mitglied der belgischen Gruppe von Leopold Trepper. Er bildete eine Reihe von Funkern für das Erkundungsnetz der Organisation aus. Am 30. Juni 1942 wurde er von der Gestapo in Brüssel verhaftet. Er gab sein Einverständnis für ein Funkspiel, gab an die Zentrale ein Alarmsignal und floh am 18. November 1942. Anschließend nahm er an der Widerstandsbewegung in Belgien teil. Im Oktober 1945 wurde er nach Paris geschickt und von dort nach Moskau. Dort wurde er verfolgt und war von 1946 bis 1950 in Haft. Ab 1955 lebte er in der DDR.